# Königin Luise (Schiff, 1913)
Die Königin Luise der HAPAG war das modernste deutsche Seebäderschiff vor dem Ersten Weltkrieg und benannt nach der Frau von Friedrich Wilhelm III. Das Schiff wurde von der Kaiserlichen Marine bei Kriegsbeginn zu einem Minenleger umgerüstet und gegen die Themsemündung eingesetzt.
Die Königin Luise ging schon bei diesem ersten Einsatz verloren. Auf den von ihr gelegten Minen ging der britische Kreuzer Amphion am folgenden Tag verloren. Es waren die ersten Verluste beider Marinen im Weltkrieg.

## Das SeebäderschiffKönigin Luise
Die Königin Luise war das zweite Bäderschiff der HAPAG mit einem Turbinenantrieb nach der Kaiser. Das erstmals im deutschen Schiffbau mit einer hydraulischen Übersetzung, dem nach seinem Erfinder benannten Föttinger-Transformator, ausgestattete Fahrgastschiff hatte am 8. Mai 1913 auf der Vulcan-Werft in Stettin seinen Stapellauf und wurde am 29. September 1913 in Dienst gestellt. Die HAPAG setzte das Schiff auf Seebäderfahrten nach Helgoland und ab dem 27. Januar 1914 auch im Mittelmeer im „Riviera-Dienst“ zwischen Genua und Nizza ein, wo die Kaiser im Vorjahr erstmals eingesetzt worden war. Noch am 31. Juli 1914 machte die Königin Luise eine letzte Fahrt nach Helgoland, um dann in Cuxhaven umgerüstet zu werden.

## DerHilfsstreuminendampfer B
Am 1. August 1914 wurde das Schiff von der Kaiserlichen Marine eingezogen und, wie bereits beim Bau berücksichtigt, zum Hilfsstreuminendampfer B umgebaut. Für den Einsatz als Hilfsminenschiff erhielt es einen schwarzen Außenanstrich und wurde mit vorerst mit zwei Revolverkanonen des Kalibers 3,7 cm ausgestattet, um einen sofortigen Überraschungseinsatz zu ermöglichen. Eine stärkere Bewaffnung von zwei 8,8 cm-Geschützen sollte anschließend in Wilhelmshaven eingebaut werden.
Mit 200 Seeminen an Bord verließ das Schiff unter Korvettenkapitän Biermann am 4. August 1914 Emden, um in der Themsemündung Minen zu legen. Beim Auslegen der Minen wurde sie von britischen Fischereifahrzeugen beobachtet. Diese informierten den am 5. August aus Harwich auslaufenden britischen Leichten Kreuzer Amphion, der von einem Geschwader von 16 Zerstörern der Laforey-Klasse begleitet wurde. Der britische Befehlshaber entsandte vier Zerstörer, die die Königin Luise beim Legen einer Minensperre stellten. Sie versuchte zu fliehen, wurde aber von den Zerstörern Lance, Linnet, Landrail und Lark sowie der Amphion  unter schweren Beschuss genommen. Der deutsche Kommandant ließ daraufhin die Seeventile öffnen und befahl das Verlassen des Schiffes, da er den Zerstörern nicht entkommen konnte und eine wirksame Verteidigung nicht möglich war. Die in Brand geschossene Königin Luise sank um 12.22 Uhr auf 51° 52′ N, 2° 30′ O als erstes deutsches Kriegsschiff des Ersten Weltkriegs. Von den britischen Schiffen wurden 46 Mann gerettet, die Zahl der Toten schwankt in den Angaben zwischen 54 und über 100.

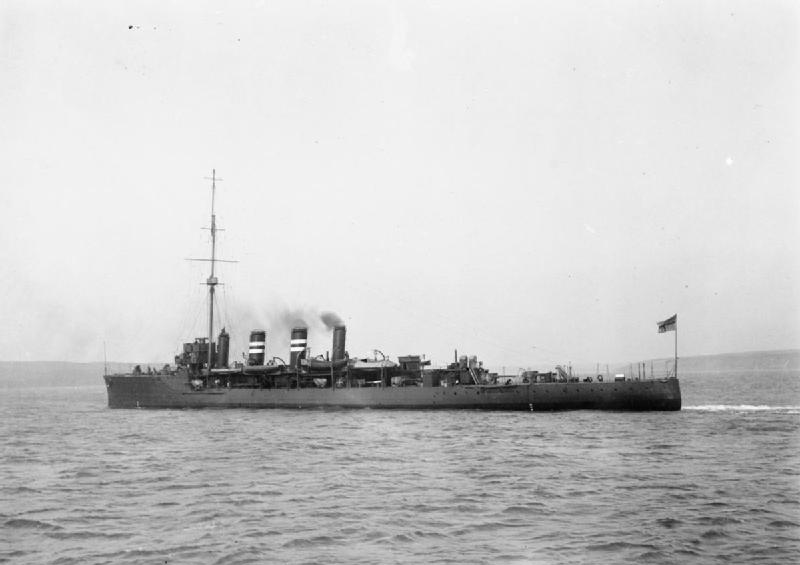
Die Amphion

## Der Verlust derAmphion
Die britischen Schiffe setzen ihre Unternehmung in Richtung Deutsche Bucht fort. Auf dem Rückmarsch am folgenden Tag geriet die Amphion in die von der Königin Luise gelegte Minensperre. Durch einen Minentreffer wurde das Vorderschiff der Amphion beschädigt; das Schiff trieb zurück in das Minenfeld und wurde durch einen zweiten Minentreffer so schwer beschädigt, dass es etwa 20 Minuten später sank. Dabei kamen etwa 130 Besatzungsmitglieder der Amphion und 18 deutsche Besatzungsmitglieder der Königin Luise um, die sich noch auf dem Kreuzer befunden hatten.